# Liste der Mitglieder des Coburger Landtags (1. Wahlperiode)
Diese Liste nennt die Mitglieder des Coburger Landtags in seiner 1. Wahlperiode (1821–1828).
Der erste Landtag wurde 1821 gewählt und am 20. März 1821 eröffnet. 1826 verließen die neun Abgeordneten von Themar, Pößneck und Gräfenthal aufgrund des Gebietstausches den Landtag. Abgeordnete waren:
| Kurie              | Gebiet              | Name                                                        |
| ------------------ | ------------------- | ----------------------------------------------------------- |
| Rittergutsbesitzer | Fürstentum Coburg   | Forstobermeister Ernst Anton Karl von Imhoff                |
| Rittergutsbesitzer | Fürstentum Coburg   | Feldoberst Ernst August von Donop                           |
| Rittergutsbesitzer | Fürstentum Coburg   | Rat und Kaufmann Johann Schöner                             |
| Rittergutsbesitzer | Fürstentum Saalfeld | Major Anton von Könitz                                      |
| Rittergutsbesitzer | Fürstentum Saalfeld | Bergrat Carl Magnus Hamann                                  |
| Rittergutsbesitzer | Themer              | Hauptmann Heinrich von Bünau                                |
| Magistrat          | Coburg              | Polizeidirektor Johann Andreas Ortloff                      |
| Magistrat          | Saalfeld            | Justiz- und Polizeidirektor Wilhelm Rose (Landtagssekretär) |
| Bürgerschaft       | Coburg              | Hofadvokat Andreas Fischer                                  |
| Bürgerschaft       | Saalfeld            | Lederhändler Johann Philipp Knoch                           |
| Bürgerschaft       | Pößneck             | Kaufmann Johann Volkmar Gebhardt                            |
| Amtsbezirk         | Coburg              | Amtsschultheiß und Gastwirt Andreas Göckel                  |
| Amtsbezirk         | Neustadt            | Georg Truckenbrod                                           |
| Amtsbezirk         | Rodach              | Amtstaxator Nicol Flohrschütz                               |
| Amtsbezirk         | Saalfeld            | Michael Franz                                               |
| Amtsbezirk         | Gräfenthal          | Stadtjustiziar Georg Tobias Rosenthal                       |
| Amtsbezirk         | Themar              | Amtsverwalter Karl Siegmund Hedenus                         |

Ernst August von Donop wurde als Landtagsdirektor bestimmt.
Der Ständische Ausschuss wurde am 5. September 1821 vom Landtag für 6 Jahre gewählt. Er bestand aus von Donop, Rose, Ortloff, Rosenthal von Bünau und Fischer. Am 18. November 1821 schied von Bünau auf eigenen Wunsch aus. Nachfolger wurde Imhoff.
Der Forschungsstand bezüglich Nachwahlen ist unklar. Am 8. März 1824 erklärte Anton von Könitz seinen Austritt aus dem Landtag. Dies wurde vom Landtag am 1. April 1824 mit der Begründung abgelehnt, gemäß § 58 sei ein Ausscheiden nur aufgrund Krankheit oder behördlicher Unentbehrlichkeitserklärung möglich. Am 22. April 1824 legte Anton von Könitz ein ärztliches Attest vor, in dem ihm Gicht bescheinigt wurde und erschien fortan nicht mehr.
Am 22. Mai 1824 bat der Landtag den Herzog, Neuwahlen vornehmen zu lassen. Dies betraf neben Anton von Könitz auch noch Johann Carl Schöner, der im November 1821 verstorben war und Johann Volkmar Gebhardt (die Gründe für sein Ausscheiden sind unbekannt). Ob und wann Nachwahlen erfolgten, ist unklar. Ab August 1824 nennen die Landtagsprotokolle Schultheiß Gräf aus Exdorf, Kaufmann Balthasar Müller aus Neustadt und Kaufmann Saenger als Landtagsmitglieder.